# ألم الصفن
ألم الصفن (بالإنجليزية: Scrotodynia)‏ هي حالة تتميز بوجود عسرٍ في الحس في الصفن.